# Aquilone (cacciatorpediniere 1927)
L’Aquilone è stato un cacciatorpediniere della Regia Marina.

## Storia
Durante le prove in mare a tutta forza, protrattesi per quattro ore, l'Aquilone mantenne una velocità media di 39,48 nodi, sino ad allora mai raggiunta da nessun cacciatorpediniere italiano.

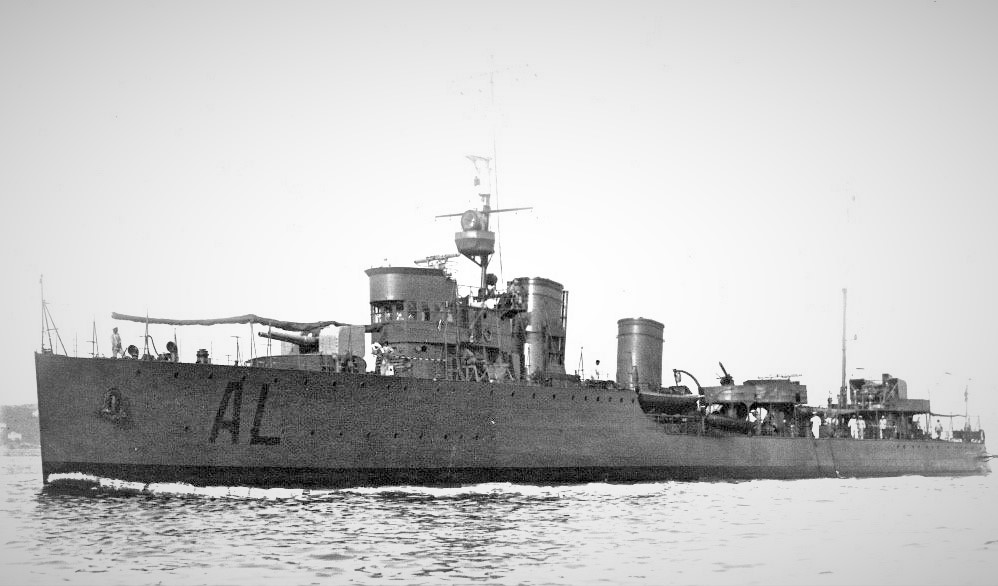
L'Aquilone nei primi anni di servizio.

Nel 1929 l'Aquilone costituiva, insieme ai gemelli Turbine, Euro e Nembo, la II Squadriglia della 1ª Flottiglia della I Divisione Siluranti, inquadrata nella 1ª Squadra navale, avente base a La Spezia. La nave partecipò ad alcune crociere nel Mediterraneo dal 1929 al 1932. Tra i primi comandanti dell'unità vi fu il capitano di corvetta Enrico Baroni. A bordo dell'Aquilone prestò servizio anche il sottotenente di vascello Giuseppe Cigala Fulgosi.
Nel 1931 l'Aquilone, unitamente ai gemelli Ostro, Turbine e Borea, ai cacciatorpediniere Daniele Manin e Giovanni Nicotera e all'esploratore Pantera, formava la 1ª Flottiglia Cacciatorpediniere, assegnata alla II Divisione della 1ª Squadra.

Nel 1932 il cacciatorpediniere fu tra le prime unità della Regia Marina a ricevere una centralina di tiro di tipo «Galileo-Bergamini», progettata dall'allora capitano di vascello Carlo Bergamini (che comandava la I Squadriglia Cacciatorpediniere, di cui l'Aquilone faceva parte). Non si trattò dell'unica modifica che la nave subì nei primi anni di servizio: l'armamento contraereo venne infatti incrementato con l'imbarco di una mitragliera binata da Breda Mod. 31 da 13,2/76 mm e le sistemazioni di bordo vennero migliorate. Sotto il comando di Bergamini, dal 25 marzo al 15 settembre 1932, la I Squadriglia, composta da Nembo (caposquadriglia), Aquilone, Turbine ed Euro, venne sottoposta ad un intenso periodo di addestramento con le nuove centrali di tiro, che portò a formare equipaggi altamente qualificati ed alla decisione di dotare molte altre navi della Regia Marina delle centraline «Galileo-Bergamini».

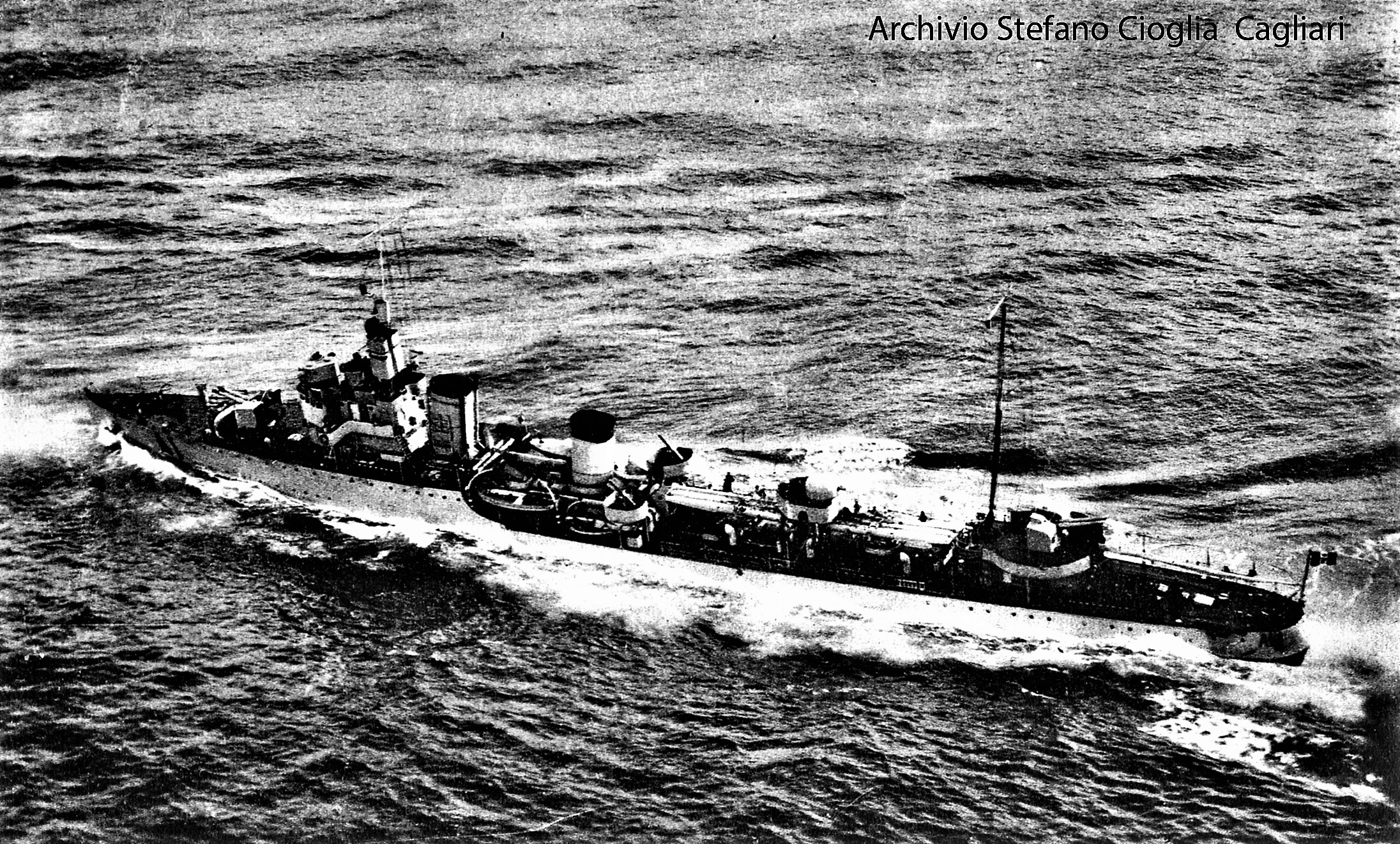
Una foto aerea del cacciatorpediniere.

Nel corso dello stesso anno l'Aquilone colpì accidentalmente con uno dei propri siluri (l'arma era difettosa) il gemello Zeffiro.
Nel 1934 l'Aquilone, unitamente a Turbine, Euro e Nembo, costituiva la VIII Squadriglia Cacciatorpediniere, assegnata, insieme alla IV (composta dalle altre quattro unità della classe Turbine), alla II Divisione navale (incrociatori pesanti Fiume e Gorizia).

Nel 1936-1937 il cacciatorpediniere prese parte alla guerra civile spagnola. Nel novembre 1937 la nave giunse a Brindisi da Napoli, e nel marzo 1938 si trasferì in Libia, dove Tobruk le era stata assegnata come base. Nei mesi successivi l'Aquilone navigò in varie zone del Mediterraneo, raggiungendo lo stretto dei Dardanelli, accompagnando a Porto Said i sommergibili italiani diretti in Africa Orientale Italiana, toccando Albania, Grecia, Candia ed altre isole dell'Egeo, transitando nel canale di Corinto e trascorrendo ogni volta diversi giorni in mare, a volte incontrando mare particolarmente forte, con onde la cui altezza superava quella della coffa, sommergendo la poppa. Il 15 dicembre 1938, in particolare, il cacciatorpediniere rischiò il capovolgimento e subì seri danni, tra cui l'asportazione di una gabbia contenente bombe di profondità e di diversi portelloni dei locali dinamo e macchina, oltre al danneggiamento del motoscafo, che rischiò di finire in mare. Qualche mese più tardi l'Aquilone dovette affrontare per quattro giorni un'altra violentissima tempesta, che lo costrinse infine ad interrompere la missione (allo scopo occorse richiedere ai comandi di Roma, che in un primo momento rifiutarono di concederlo) e mettersi alla cappa, per poi raggiungere Rodi, da dove, dopo qualche giorno di sosta ed approvvigionamento, la nave tornò a Tobruk.

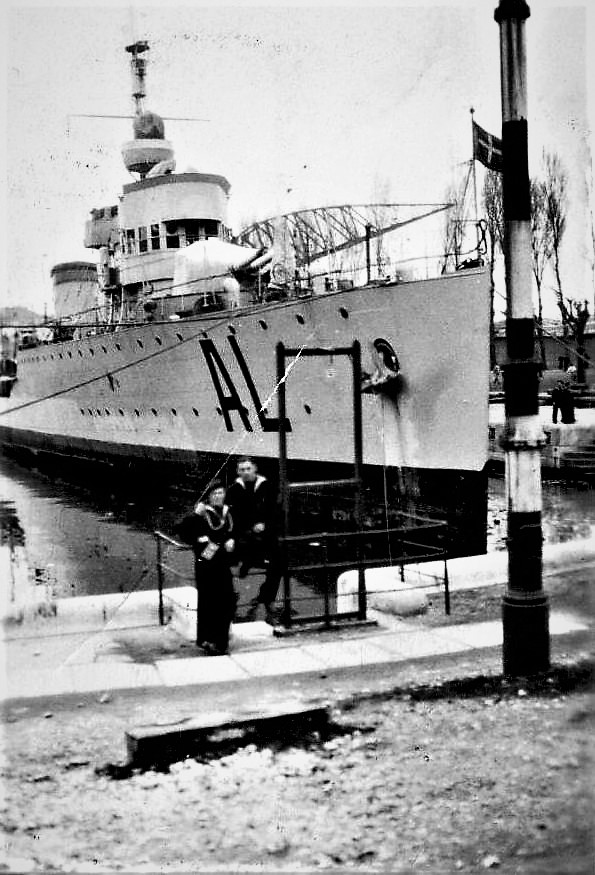
L'Aquilone in porto.

Nel novembre 1939 l'Aquilone rientrò in Italia, sbarcò le proprie munizioni a Brindisi e raggiunse poi Fiume, dove, con l'equipaggio ridotto ad un terzo, venne sottoposto in bacino di carenaggio a dei lavori, che comprendevano la riparazione dei danni causati dalle tempeste. I lavori ebbero termine nel marzo 1940 e la nave, dopo alcune prove in mare, tornò a Brindisi, ove vennero nuovamente imbarcate le munizioni. In aprile l'Aquilone fece ritorno a Tobruk, dove per alcune settimane alternò esercitazioni di tiro, sia di giorno che di notte, con navigazioni notturne sottocosta. A partire dal 20 maggio 1940 l'Aquilone partecipò alle operazioni di minamento delle rotte d'accesso a Tripoli, Tobruk e Bengasi. Tra il 6 giugno ed il 10 luglio le quattro unità della I Squadriglia, insieme al posamine ausiliario Barletta, effettuarono la posa in acque libiche (specialmente attorno a Tobruk) di 14 campi minati, per complessive 540 mine.
All'ingresso dell'Italia nella seconda guerra mondiale l'Aquilone faceva parte, insieme ai gemelli Turbine, Euro e Nembo, alla I Squadriglia Cacciatorpediniere, di base a Tobruk, dov'era stata dislocata nel marzo 1940. Le unità della classe Turbine, in considerazione della loro anzianità e della loro velocità, ridottasi, a causa dell'intenso servizio negli anni trenta, da 33-36 a 31 nodi, vennero giudicate ormai inadeguate all'impiego con la squadra navale, e, considerate unità spendibili, furono pertanto dislocate in Libia: la I Squadriglia dipendeva operativamente da Marina Tobruk. L'Aquilone era al comando del capitano di corvetta Alberto Agostini.
Già l'11 giugno l'Aquilone, nel corso di un primo attacco aereo su Tobruk, venne fatto oggetto del lancio di diverse bombe: la nave rispose al fuoco con le proprie mitragliere da 40/39, mentre parte del personale, su ordine del comandante, raggiungeva i rifugi a terra. Il cacciatorpediniere non fu colpito, ma un radiotelegrafista fu gravemente ferito alla gola da una scheggia di una bomba esplosa vicino alla nave. Nel corso di giugno e luglio la nave fu più volte attaccata durante incursioni aeree britanniche su Tobruk, senza tuttavia riportare danni. In alcune occasioni, per ridurre il rischio di essere colpita, l'unità si ormeggiava sottobordo al grosso piroscafo Piemonte, già danneggiato durante una precedente incursione. Sebbene mai colpito direttamente, il cacciatorpediniere ebbe numerosi buchi nello scafo, causati da schegge e bombe cadute vicine.
Dalle 3.49 alle 4.05 del 14 giugno 1940 l'Aquilone bombardò con le proprie artiglierie, insieme al Nembo ed al Turbine, le posizioni britanniche a Sollum.

Il 26 il cacciatorpediniere partecipò ad un secondo bombardamento navale di Sollum. Tali attacchi erano intesi ad indebolire le difese britanniche in tale zona prima dell'offensiva italiana che si sarebbe dovuta tenere di lì a poco. Il 28 giugno 1940 l'equipaggio dell'Aquilone fu testimone dell'abbattimento dell'aereo di Italo Balbo sui cieli di Tobruk. 

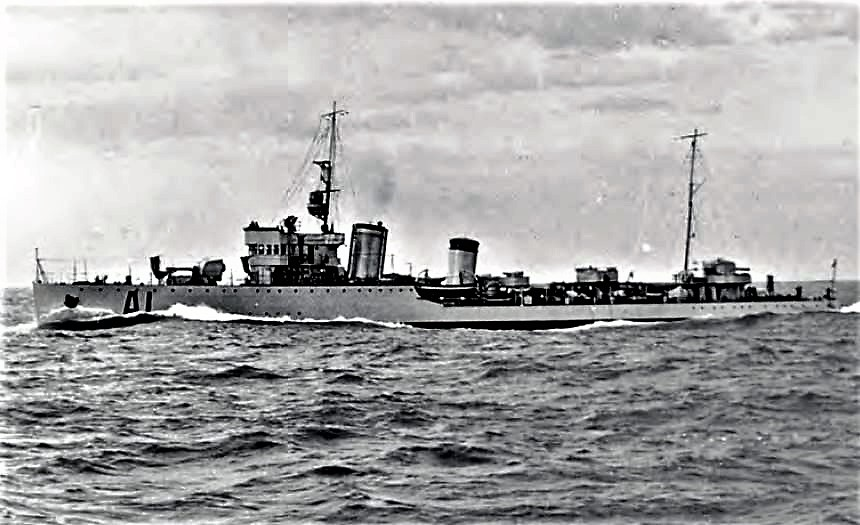
Il cacciatorpediniere in navigazione.

 Il giorno seguente la nave uscì in mare alla ricerca di naufraghi (e salme) del cacciatorpediniere Espero, ma non trovò nulla e venne avvistata da un ricognitore Short Sunderland. Dopo aver fatto dei segnali di riconoscimento cui l'unità italiana non poté dare risposta, il Sunderland sganciò diverse bombe che caddero 50-60 metri a poppavia dell'Aquilone, che si allontanò procedendo a tutta forza a zig zag e rispondendo al fuoco con le mitragliere, finché l'idrovolante si allontanò; il cacciatorpediniere giunse in porto in serata.
Poco dopo l'entrata in guerra l'Aquilone venne adibito a compiti di scorta convogli, e fu impiegato poche missioni con compiti antisommergibile, di intercettazione e di scorta lungo le rotte di cabotaggio libiche.
Presente a Tobruk durante gli attacchi aerosiluranti del 5 e 19 luglio 1940, durante i quali furono affondati i gemelli Zeffiro, Nembo ed Ostro ed i piroscafi Manzoni e Sereno e gravemente danneggiati l'Euro ed i piroscafi Liguria e Serenitas, l'Aquilone rimase indenne, ed a fine agosto (intorno al 20) venne trasferito a Bengasi, dato che Tobruk era ormai ritenuta troppo esposta ad attacchi aerei. Nell'incursione del 19 luglio l'Aquilone era ormeggiato alla boa C6, una sessantina di metri a poppavia dell'Ostro: quando quest'ultimo fu colpito da un siluro che ne fece deflagrare il deposito munizioni di poppa, l'Aquilone venne investito da una pioggia di schegge infuocate, pur senza riportare danni sostanziali. In un'occasione il cacciatorpediniere soccorse, con le proprie imbarcazioni, i naufraghi di una nave affondata a Tobruk durante un attacco aereo.

Nei giorni successivi l'Aquilone uscì più volte in perlustrazione per 4-5 ore. La nave effettuò inoltre alcune missioni di scorta, venendo incontro a mercantili provenienti dall'Italia. Durante una di tali missioni, la scorta di due grossi piroscafi diretti a Tobruk, fu avvistata la scia di un siluro diretto contro l'Aquilone, che lo evitò con la manovra e reagì portandosi sul punto ove avrebbe dovuto essere il sommergibile e lanciando alcune bombe di profondità da 100 kg, regolate a differenti profondità, e mise poi in mare la torpedine da rimorchio. Il cacciatorpediniere ritornò poi verso il convoglio, per riprendere la scorta, allontanandosene di tanto intanto per tornare a cercare il sommergibile, non sapendo se questo fosse stato colpito (si era notata unicamente una ridotta chiazza d'olio). Dopo l'arrivo in porto dei piroscafi, l'Aquilone incrociò ad un miglio dalla costa per circa mezz'ora. 

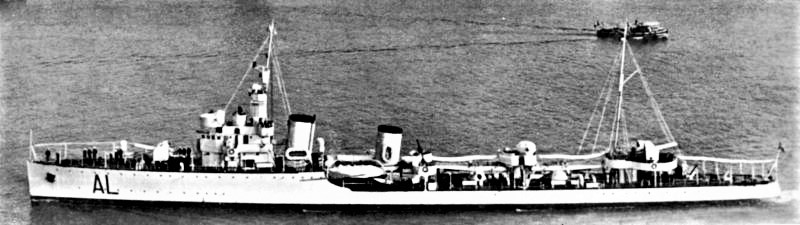
L'Aquilone in una vista aerea.

Durante un'altra missione, la scorta a tre piroscafi diretti a Derna, l'Aquilone avvistò, quando il convoglio era giunto in prossimità della destinazione, due bombardieri che volavano lungo la costa: il cacciatorpediniere virò a sinistra e si portò al largo, per portare su di sé l'attenzione dei due velivoli e distoglierla dai mercantili. Gli aerei, sorvolato il cacciatorpediniere senza attaccare, si allontanarono dopo che la nave italiana, non riconoscendoli, ebbe aperto il fuoco senza colpirli. L'Aquilone rientrò poi a Tobruk.

Dopo il trasferimento a Bengasi, il cacciatorpediniere compì una infruttuosa missione di ricerca di una forze navali nemiche.

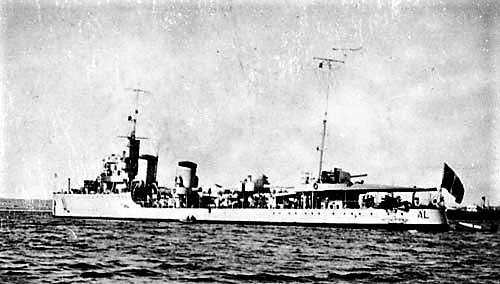
Il cacciatorpediniere all'ormeggio.

La sera del 16 settembre 1940 l'Aquilone si trovava ormeggiato di punta, con la poppa rivolta verso la banchina, al lato orientale del Molo Principale del porto di Bengasi, affiancato sulla sinistra al Turbine. Alle 19.30 giunse in porto un convoglio composto dai piroscafi Maria Eugenia e Gloriastella e scortato dalla torpediniera Fratelli Cairoli: tali unità erano state tuttavia avvistate da un ricognitore Short Sunderland il giorno precedente, e, conseguentemente, il comandante della Mediterranean Fleet, ammiraglio Andrew Browne Cunningham, aveva ordinato un'incursione su Bengasi da parte di quindici Fairey Swordfish utilizzati per l'occasione come bombardieri (nove di tali velivoli, infatti, appartenenti all'815th Squadron della Fleet Air Arm, avrebbero portato bombe dirompenti da 227 e 114 kg ed incendiarie da 45 kg, mentre i restanti sei, facenti parte dell'819th Squadron, avrebbero posato mine magnetiche Mk I da 680 kg all'imboccatura del porto).
Nella notte successiva, a partire dalle 00.30, la base libica fu oggetto dell'attacco dei bombardieri britannici. Dopo aver sorvolato il porto per localizzare le navi da colpire, gli Swordfish effettuarono un primo passaggio in direzione nordovest/sudest a mezzanotte e 57 minuti, affondando il Gloriastella e danneggiando la torpediniera Cigno (in modo grave), il rimorchiatore Salvatore Primo ed il pontone a biga Giuliana, dopo di che compirono, all'una, un secondo passaggio, nel quale furono affondati il Maria Eugenia ed il cacciatorpediniere Borea. L’Aquilone aprì il fuoco facendo tiro di sbarramento, e fu mancato di poco da una bomba che cadde a 5-6 metri di distanza, contro una nave vicina. Alcuni membri dell'equipaggio, in seguito all'errata notizia che l'Aquilone fosse stato colpito, scesero a terra, e la passerella cadde in mare, venendo tuttavia presto ripescata. Il cacciatorpediniere rimase illeso e raccolse alcuni dei superstiti del Borea, che lo raggiunsero a nuoto dopo l'affondamento della loro nave, ormeggiata non lontano. Mentre i nove bombardieri attaccavano le navi all'ormeggio, i sei Swordfish dotati di mine, non visti da terra, posarono le rispettive armi a 75 metri dall'imboccatura del porto.

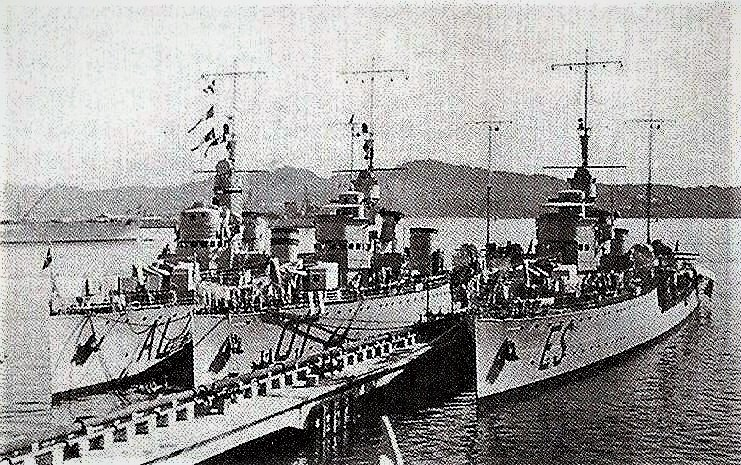
Da sinistra: Aquilone, Ostro ed Espero a La Spezia, nel corso degli anni '30.

 Il 17 settembre, stante la confusione e sovraffollamento del porto ed il rischio costituito dal Maria Eugenia e dal Gloriastella ancora in fiamme, si decise di trasferire a Tripoli una parte delle navi presenti. Nella mattinata del 17, la motonave Francesco Barbaro uscì da Bengasi con la scorta della torpediniera Cascino, ma urtò una delle mine posate dagli Swordfish la sera precedente, riportando gravi danni e dovendo essere trainata in porto per posarsi su bassifondali. Fu quindi eseguita una ricerca di altri ordigni, tuttavia in un'area differente da quella dove avrebbero dovuto trovarsi. Non avendo trovato nulla, ci si limitò a segnalare tale zona con una boa e ad impartire alle navi l'ordine di evitare di transitarvi, passando alla sua sinistra.
Alle 20.15 dello stesso giorno l'Aquilone ed il Turbine salparono per portarsi a Tripoli, sempre nell'intento di decentrare parte delle navi concentrate in un porto, quello di Bengasi, anch'esso troppo esposto ad attacchi aerei. Poco dopo aver passato l'imboccatura del porto, alle 20.45, quando già le due unità avevano oltrepassato la zona indicata dalla boa di oltre un miglio, l'Aquilone, che procedeva dietro il Turbine (distanziato di circa 500-600 metri), fu scosso in rapida successione da due esplosioni, una a centro nave ed una a poppa (in corrispondenza del telemetro di poppa), e si abbatté sulla sinistra, trovandosi con il ponte a perpendicolo sulla superficie del mare. Il timone risultò incastrato, impedendo di manovrare, ed alcuni uomini furono gettati in mare dalle detonazioni, che resero inutilizzabili due zatteroni. La nave era stata investita dallo scoppio di due mine magnetiche, ma al momento molti pensarono ad un attacco da parte di aerei, tanto che la contraerea a terra aprì il fuoco, mentre il Turbine accelerò ed iniziò a navigare a zig zag.

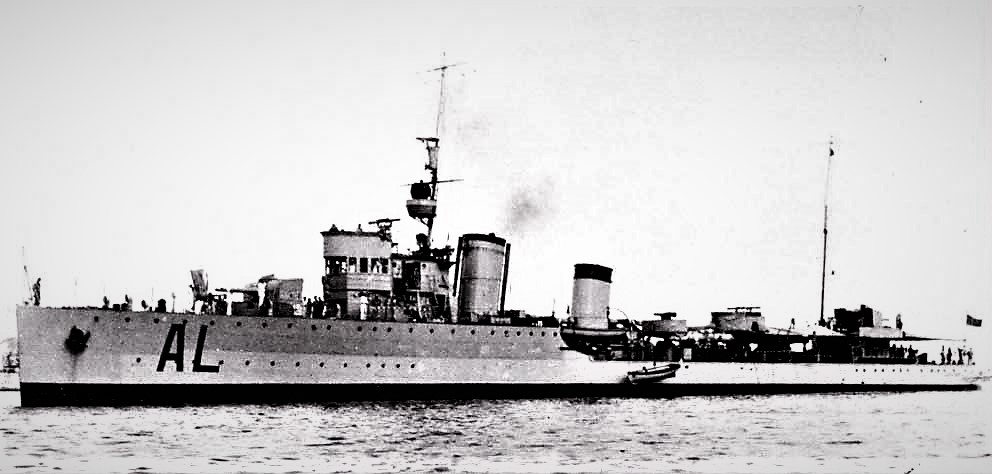
Un'altra immagine del cacciatorpediniere.

Il Turbine, dopo aver ridotto nuovamente la velocità e chiamato inutilmente l'unità gemella, fu fatto proseguire per Tripoli (il comandante avrebbe voluto tornare indietro, ma Marilibia temeva che potesse subire la stessa sorte dell'Aquilone), mentre da Bengasi uscivano le unità destinate ai soccorsi. Sull'Aquilone, irrimediabilmente danneggiato, fu inizialmente ordinato di portarsi in costa, poi, sempre su ordine del comandante Agostini, furono fermate le macchine ed allagati i depositi munizioni poppieri, poi si procedette alla messa a mare delle imbarcazioni, una delle quali (un battello), dopo essere stata calata, si capovolse a causa del mare mosso. Per effetto dell'esplosione caddero in acqua le bombe di profondità di dritta, che però, grazie alla scarsa profondità (13-15 metri) non detonarono. L'abbandono della nave, circondata dalla nafta fuoriuscita dai serbatoi, avvenne tuttavia in maniera ordinata, permettendo così di limitare le perdite. Dopo aver rincuorato l'equipaggio, il comandante Agostini rimase a bordo, sulle parti che ancora emergevano, sino a quando fu trascinato in mare da un'onda. Urtando il fondo, l'Aquilone tornò in assetto e quindi si adagiò sul fondale, in posizione 32°06'28" N e 20°01'30": solo la parte superiore dei due alberi emergeva dall'acqua. Dall'urto contro le mine erano trascorsi cinque minuti.
Nonostante la rapidità dell'affondamento ed il mare mosso, le perdite umane furono piuttosto limitate, consistendo in 4 morti, 9 dispersi e 20 feriti (questi ultimi causati soprattutto dall'urto contro le strutture della nave subito dopo le esplosioni). Le ricerche – dirette, a partire dalle 23.30 circa, dal comandante Agostini, decorato nell'occasione di MAVM, recuperato da una scialuppa della vecchia torpediniera Abba dopo due ore e mezza trascorse alla deriva – si protrassero sino alle due di notte del 18 e portarono al salvataggio di tutto il restante equipaggio (alcuni naufraghi, in acqua o su zatterini, vennero individuati dopo sei ore dall'affondamento), poi portato a bordo della nave ospedale California e nell'Ospedale Coloniale di Bengasi. Dopo quanto accaduto all'Aquilone ed alla Barbaro il porto di Bengasi fu temporaneamente bloccato: venne vietato l'ingresso e l'uscita di qualsiasi nave sino all'arrivo, dall'Italia, di un dragamine magnetico che si occupò dello sminamento.
Due superstiti dell'equipaggio dell'Aquilone, G. Giannoni e P. L. Fazzi, donarono successivamente il fanale di coronamento, un breve tratto della catena dell'àncora e la stella di prua dell'Aquilone al Museo del Sacrario militare italiano di El Alamein, dove sono esposti.

### Comandanti
Capitano di corvetta Alberto Agostini (nato a Roma il 14 novembre 1907) (10 giugno - 17 settembre 1940)